# L'Annonciation (van Eyck)
Pour les articles homonymes, voir Annonciation (homonymie).
L'Annonciation de Jan van Eyck est une peinture à l'huile réalisée vers 1434-1436. Le tableau se trouve à la National Gallery of Art, à Washington DC, aux États-Unis.

## Histoire
En 1850, le panneau est acquis par le tsar Nicolas Ier de Russie pour le musée de l'Ermitage.
En janvier 1930, il est vendu secrètement par les Soviétiques à trois galeries privées occidentales qui le revendent à Andrew Mellon, lequel l'offre à l'État américain en 1937.